# J. Guilemay
J. Guilemay (né Jean-Guy Lemay en 1940 à Grenville dans la région de Gatineau et mort le 1er novembre 2013 à Sainte-Agathe-des-Monts) est un scénariste et dessinateur québécois de bande dessinée, sculpteur caricaturiste.

## Biographie
Jean-Guy Lemay est le créateur des aventures du personnage Bojoual le huron-kébékois, dont les 3 albums (publiés de 1973 à 1976) cumulent plus de 100 000 exemplaires vendus[réf. nécessaire].
Il se joint au regroupement de caricaturistes et d'artistes visuels 1001 Visages à Montréal et participe à leur exposition annuelle en exposant ses sculptures-caricatures depuis 2006.

## Œuvres

### Albums
Bojoual le huron-kébékois
- 1. Le huron-kébékois, Mondia éditeur, 1973.
Scénario et dessin : J.Guilemay
- 2. À l'ex-peaux des 67, Mondia éditeur, 1974.
Scénario et dessin : J.Guilemay
- 3. Le Zeus de la XXIe Olympiade, Mondia éditeur, 1976.
Scénario et dessin : J.Guilemay

Patof
- 1972 Patof raconte,  Éditions de l'Homme (Conte; texte : Gilbert Chénier; illustrations : Jean-Guy Lemay)[2]
- 1972 Patofun,  Éditions de l'Homme (Recueil de blagues; texte : Gilbert Chénier; illustrations : Jean-Guy Lemay)[3]

## Expositions

### Individuelle
- 2011 : Bojoual et caricatures, Place Lagny, Sainte-Agathe-des-Monts.

### Collectives
- 2011 : 1001 Visages, sous le thème Souriez, on vous a à l'œil !, salle communautaire, Val-David ;
- 2008 : 1001 Visages, sous le thème Les humoristes, maison de la culture Frontenac, Montréal ;
- 2007 : 1001 Visages, Bain Mathieu, Montréal ;
- 2006 : 1001 Visages, Place des Arts, Montréal.

## Distinction
- 2006 : Prix Robert-LaPalme, Exposition 1001 Visages[4].